# Lex Pedia
Die Lex Pedia war ein 43 v. Chr. erlassenes Gesetz zur Bestrafung der Mörder Caesars. Eingebracht hatte das Gesetz sein Namensgeber Quintus Pedius. Den Auftrag dazu hatte er vom ebenso dienstjungen Mit-Konsul Octavian erhalten, dem späteren Princeps der bald anbrechenden Kaiserzeit.
Die Caesarmörder rechtfertigten ihre Tat ausweislich vorhandener Quellen dadurch, dass es faktisch unmöglich gewesen sei, den Diktator Gaius Iulius Caesar, der mit allmächtigen Befugnissen ausgestattet gewesen war, vor ein Gericht zu stellen. Octavian kehrte die Argumentation um und klagte sie ausdrücklich dafür an, dass gegen Caesar ohne Gerichtsverhandlung niemals eine Strafe hätte verhängt werden dürfen, gerade weil er vollumfängliches Imperium gehabt habe; die Tat sei folgerichtig als rechtswidrig zu beurteilen. Der Verzicht auf eine Bestrafung der Täter hätte seiner Auffassung nach vielmehr sogar die pietas verletzt, denn der Mord wäre gleichsam anerkannt worden. Octavians erste Amtshandlung bestand deshalb darin, ein Maßnahmengesetz für eine Quästion durchzusetzen. Rückendeckung erfuhr er durch den Senat, der einen zunächst gegen Octavian gerichteten Staatsnotstand kurz zuvor wieder zurückgenommen und ihm überdies eine Huldigung für sein Tun entgegengebracht hatte. Damit war die lex auch aus senatorischer Sicht gerechtfertigt.
Das dann erlassene Gesetz enthielt folglich die Proskription aller an der Verschwörung gegen Caesar unmittelbar und mittelbar Beteiligten. Obgleich zunächst noch Amnestie gewährt wurde, hatte die öffentliche Meinung zunehmend verlangt, dass die Täter zur Rechenschaft gezogen werden müssten. Die Konsuln richteten einen Gerichtshof ein und alle 50 bis 60 vermeintlich in die Verschwörung Eingeweihten wurden auf einen bestimmten Tag zur Verhandlung einbestellt. Maßgabe war, dass ein Schuldspruch zu Verbannung und Vermögensbeschlagnahme führen würde („aquae et igni interdictio“). Da keiner der Beschuldigten zum Termin erschien, um zu seiner Verteidigung vorzutragen, erging ein nahezu einstimmiges Kollektivurteil in Abwesenheit. Nach Auskunft Dios stimmte nur ein Senator gegen das Gesetz, welcher später selbst Opfer desselben wurde. Die von Octavian, Marcus Aemilius Lepidus und Marcus Antonius geächteten Caesarmörder wurden daraufhin unbarmherzig verfolgt, bis sie zur Strecke gebracht waren.
Der Sühneeffekt der Lex Pedia verschaffte dem zweiten Triumvirat Freiheiten zur Verfolgung hintergründiger Interessen. So wurde die Verfolgung auf eine Vielzahl missliebiger Vertreter des Ritter- beziehungsweise Senatorenstandes ausgedehnt, prominentestes Opfer unter den mehr als zweitausendfach ausgesprochenen Ächtungen war Cicero. Das entschädigungslos einverleibte Vermögen diente sodann der Finanzierung des bevorstehenden Bürgerkrieges.
Der Vertrag von Misenum rehabilitierte die meisten der auf der Proskriptionsliste stehenden Delinquenten, ausdrücklich ausgenommen waren hingegen die Caesarmörder.